# DEKRA

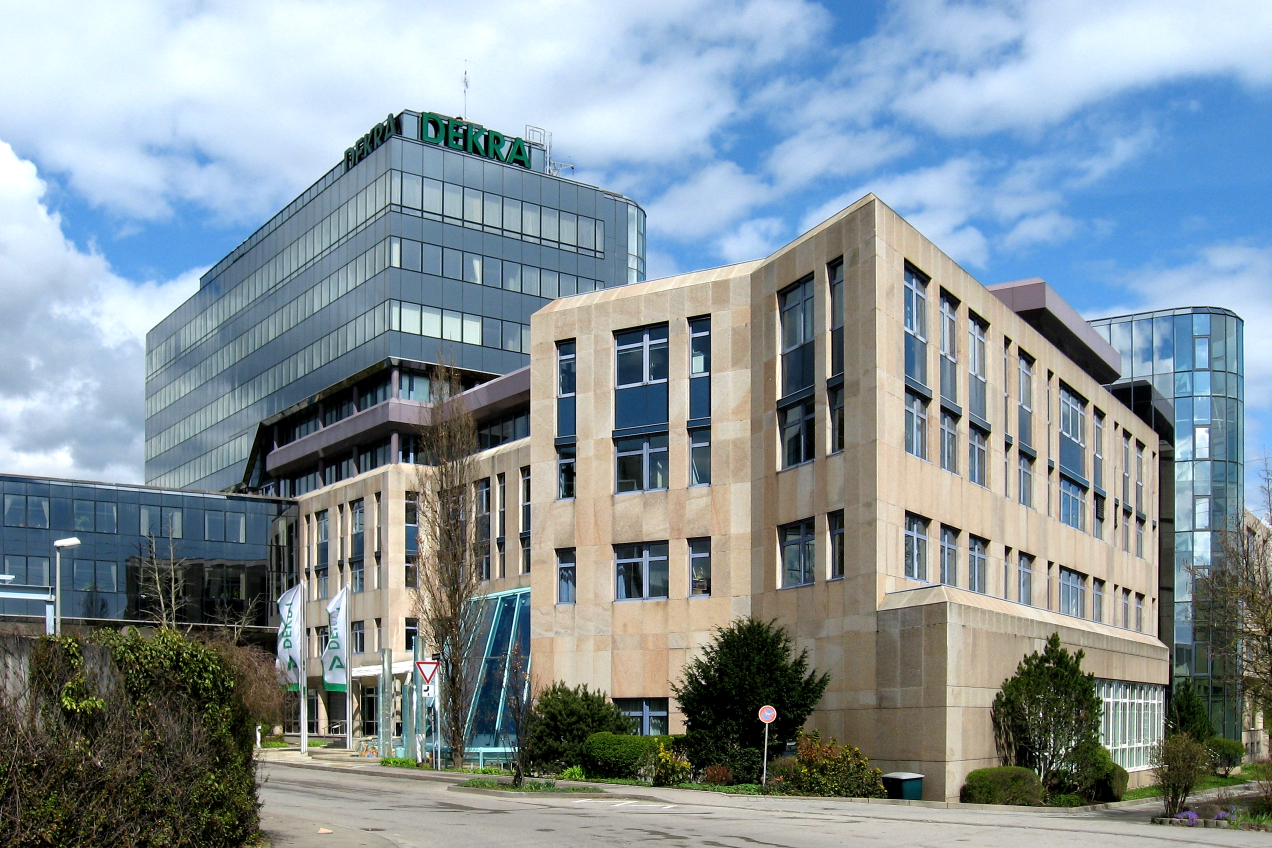
Hoofdkantoor Dekra in Stuttgart

Het Europese bedrijf DEKRA  is opgericht in Berlijn, Duitsland, in 1925 als Deutscher Kraftfahrzeug-Überwachungs-Verein (Duitse inspectie instelling op het gebied van motorvoertuigen).  Met ruim 35.000 werknemers en een omzet van  €2,5 miljard, is DEKRA inmiddels uitgegroeid tot de grootste industriële inspectie-instelling in Duitsland en behoort het bedrijf tot de top 10 in de wereld. DEKRA richt zich op de waarborging van veiligheid, kwaliteit en milieubescherming op de lange termijn. Het bedrijf is vertegenwoordigd in meer dan 50 landen, waaronder Nederland met vestigingen in Arnhem en Utrecht, en België met onder meer vestigingen in Antwerpen, Brussel, Kalmhout, La Louvière, Gent, Herk-de-Stad, Herstal, Roeselare, Sint Stevens Woluwe en Zaventem.  Het hoofdkantoor is gevestigd in Stuttgart, Duitsland. DEKRA SE is volledig eigendom van DEKRA e. V.

## Geschiedenis
DEKRA is opgericht in Berlijn, Duitsland, in 1925 als Deutscher Kraftfahrzeug-Überwachungs-Verein (Duitse inspectie instelling op het gebied van motorvoertuigen). Tijdens de Tweede Wereldoorlog werden er geen inspecties uitgevoerd. In 1946 keerden de DEKRA medewerkers terug naar hun werk, naar de nieuwe locatie in Stuttgart. In 1961 werd DEKRA erkend als officiële inspectie-instelling. In 1977 volgde de opening van het eerste DEKRA-opleidingscentrum in Duitsland. Vier jaar later, in 1981, werden er voor het eerst voertuiginspecties aangeboden in Frankrijk. DEKRA AG werd in 1990 opgericht en het dienstenpakket werd uitgebreid met het inspecteren, auditeren en certificeren van managementsystemen. In de jaren die volgen werkte DEKRA actief aan de ontwikkeling van een allesomvattend testnetwerk in Oost-Duitsland, met name gericht op de Automotive markt. Internationalisering van het bedrijf en uitbreiding van de scope stonden in die periode hoog op de agenda. DEKRA nam een aantal bedrijven over, waaronder het Franse Norisko in 2005. Dit zorgde ervoor dat DEKRA haar dienstenpakket nog verder kon uitbreiden met industriële inspecties. Vaste voet aan de grond als het gaat om product tests en certificering én toegang tot China kreeg DEKRA door de overname van het Nederlandse KEMA Quality B.V., onderdeel van voormalig KEMA en in Nederland bekend om haar KEMA-KEUR. In 2010 wijzigde DEKRA AG haar naam in DEKRA SE (Societas Europaea) en werd hiermee officieel een Europees bedrijf. Datzelfde jaar werd het Belgische expertisebedrijf Coorevits overgenomen.

## KEMA-KEUR
KEMA-KEUR is in Nederland een keurmerk voor de veiligheid van elektrische apparaten maar ook bijvoorbeeld van kwaliteitssystemen van de kansspelautomatenbranche. Het merk was eigendom van voormalig KEMA, maar is sinds eind 2009 eigendom van DEKRA.

## Activiteitsdomeinen
DEKRA richt zich wereldwijd op de waarborging van veiligheid en kwaliteit in het leven van mensen op het gebied van technologie, mobiliteit en het milieu. DEKRA levert beoordelingen op volgende terreinen:
- Algemene Periodieke Keuring (APK) van motorvoertuigen (inclusief testen op het gebied van  emissie), veiligheidsinspecties en de inspectie van technische installaties;
- Schade- en claims management, ongevallen analyse, technische rapportage, expertise, taxatie en keuringen;
- Testen en certificeren van producten en organisaties op het gebied van veiligheid, kwaliteit en duurzaamheid;
- Opleiding en training, werving en selectie, outplacement.

## Structuur
DEKRA’s diensten zijn gegroepeerd in drie business units: Automotive, Industrial en Personnel. 
- DEKRA Automotive: autokeuringen, inspecties, expertise, 'used car managament', homologatie en type testing, consultancy, schade afhandeling
- DEKRA Industrial: Building & Facilities, Machinery &  Plant Safety, HSE (Health, Safety & Environment), materiaal tests en inspecties, certificeren van processen, product testen en certificeren
- DEKRA Personnel: kwalificatie, tijdelijk werk, 'outplacement' en werving & selectie

DEKRA beschikt over ruim 186 vestigingen in meer dan 50 landen.

## Financieel
In 2015 steeg de omzet tot 2,9 miljard euro. Op 31 december 2016 telde DEKRA wereldwijd meer dan 38.000 medewerkers.

## Sponsoring
Sinds 2003 is DEKRA de officiële sponsor van de scheidsrechters van de Duitse Voetbalbond (DFB). Tussen 1991 en 1999 genereerde DEKRA wereldwijde erkenning als exclusieve reclamepartner van Formule 1 coureur Michael Schumacher. Sinds 2003 is DEKRA technisch partner en sponsor van DTM (Deutsche Tourenwagen-Masters). Tevens was DEKRA tot en met 2018 sponsor van Formule 1 coureur Nico Hülkenberg.

## Awards
In samenwerking met het Duitse tijdschrift Wirschaftswoche reikt DEKRA jaarlijks de DEKRA-Award uit aan bedrijven die zich extra inzetten op gebied van veiligheid. Er zijn drie categorieën: transportveiligheid, arbeidsveiligheid en veiligheid in huis.